# HD 161693
HD 161693 (Alruba) – gwiazda w gwiazdozbiorze Smoka, odległa od Słońca o około 533 lata świetlne.

## Nazwa
Nazwa własna tej gwiazdy, Alruba, wywodzi się od arabskiego słowa ‏الرّبع‎ ar-Ruba‘, odnoszącego się do „czterech” otaczających ją, jaśniejszych gwiazd. Znana jest z katalogu Al Sufiego. Międzynarodowa Unia Astronomiczna w 2018 roku formalnie zatwierdziła użycie nazwy Alruba dla określenia tej gwiazdy.

## Charakterystyka
Gwiazda jest słabo widoczna gołym okiem, ale znajduje się w charakterystycznym punkcie, otoczona przez cztery dosyć jasne gwiazdy tworzące „głowę” Smoka: γ Dra (Eltanin), β Dra (Rastaban), ν Dra i ξ Dra (Grumium). Te cztery gwiazdy wraz z piątą μ Dra (Alrakis) były nazywane przez Arabów ‏الْعوائذ‎ al-‘Awā’idh, „matki wielbłądzice”. W legendzie miały one chronić „cielę wielbłąda” – właśnie HD 161693 – przed atakiem pary hien lub wilków (ζ Dra i η Dra).
HD 161693 jest białą gwiazdą ciągu głównego należącą do typu widmowego A0. Jest 127 razy jaśniejsza niż Słońce.